# Abd-Al·là ibn Kotxkunju
Abd-Al·lah ibn Kotxkunju fou khakan dels uzbeks i kan de Samarcanda.
A la mort d'Abu-l-Ghazi Ubaid Al·là el kuriltay va retornar el tron a la branca de Kotxkunju i Abu l-Khayr, preterida a l'anterior elecció, en la persona del fill de Kotxkunju, que co-governava al feu de Samarcanda, que va ser la seva capital. Només va regnar un sis mesos entre el 1540 i començaments del 1541. No va encunyar moneda.
El va succeir Abd al-Aziz que contra el que es creia antigament no era el seu germà d'aquest nom (Abd-al-Aziz ibn Kotxkunju) sinó un cosí, Abd-al-Aziz ibn Ubaid Al·là, fill del kan Abu-l-Ghazi Ubaid Al·là.